# Населення Багамських Островів
Населення Багамських Островів. Чисельність населення країни 2015 року становила 324,7 тис. осіб (180-те місце у світі). Оцінка кількості населення цієї держави враховує ефекти зайвої смертності через захворювання на СНІД. Чисельність багамців стабільно збільшується, народжуваність 2015 року становила 15,5 ‰ (127-ме місце у світі), смертність — 7,05 ‰ (133-тє місце у світі), природний приріст — 0,85 % (129-те місце у світі) . 

## Природний рух

### Відтворення
Народжуваність на Багамських Островах, станом на 2015 рік, дорівнює 15,5 ‰ (127-ме місце у світі). Коефіцієнт потенційної народжуваності 2015 року становив 1,96 дитини на одну жінку (129-те місце у світі).
Смертність на Багамських Островах 2015 року становила 7,05 ‰ (133-тє місце у світі).
Природний приріст населення в країні 2015 року становив 0,85 % (129-те місце у світі).

### Вікова структура

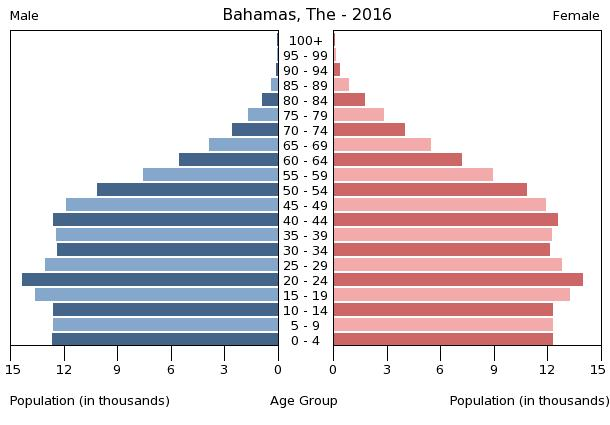
Віково-статева піраміда населення Багамських Островів, 2016 рік

Середній вік населення Багамських Островів становить 31,8 року (100-те місце у світі): для чоловіків — 30,6, для жінок — 32,9 року. Очікувана середня тривалість життя 2015 року становила 72,2 року (142-ге місце у світі), для чоловіків — 69,77 року, для жінок — 74,7 року.
Вікова структура населення Багамських Островів, станом на 2015 рік, мала такий вигляд:
- діти віком до 14 років — 22,98 % (37 838 чоловіків, 36 747 жінок);
- молодь віком 15—24 роки — 17,15 % (28 195 чоловіків, 27 459 жінок);
- дорослі віком 25—54 роки — 44,08 % (71 528 чоловіків, 71 555 жінок);
- особи передпохилого віку (55—64 роки) — 8,58 % (12 429 чоловіків, 15 436 жінок);
- особи похилого віку (65 років і старіші) — 7,21 % (8 981 чоловік, 14 429 жінок)[1].

### Шлюбність— розлучуваність
Коефіцієнт шлюбності, тобто кількість шлюбів на 1 тис. осіб за календарний рік, дорівнює 6,1; коефіцієнт розлучуваності — 0,3; індекс розлучуваності, тобто відношення шлюбів до розлучень за календарний рік — 5 (дані за 2007 рік).

## Розселення
Густота населення країни 2015 року становила 38,8 особи/км² (189-те місце у світі). Більшість населення країни мешкає у містах, 2/3 на острові Нью-Провіденс з найбільшим містом — Нассау.

### Урбанізація
Багамські Острови надзвичайно урбанізована країна. Рівень урбанізованості становить 82,9 % населення країни (станом на 2015 рік), темпи зростання частки міського населення — 1,53 % (оцінка тренду за 2010—2015 роки).
Головні міста держави: Нассау (столиця) — 267,0 тис. осіб (дані за 2014 рік).

### Міграції
Річний рівень еміграції 2015 року становив 0 ‰ (108-ме місце у світі). Цей показник не враховує різниці між законними і незаконними мігрантами, між біженцями, трудовими мігрантами та іншими.
Багамські Острови є членом Міжнародної організації з міграції (IOM).

## Расово-етнічний склад
| Етнічний склад (2012 рік) | Етнічний склад (2012 рік) | Етнічний склад (2012 рік) | Етнічний склад (2012 рік) | Етнічний склад (2012 рік) |
| ------------------------- | ------------------------- | ------------------------- | ------------------------- | ------------------------- |
| Етнос:                    |                           |                           | Відсоток:                 |                           |
| темношкірі                | темношкірі                |                           | 90.6%                     | 90.6%                     |
| білі                      | білі                      |                           | 4.7%                      | 4.7%                      |
| мулати                    | мулати                    |                           | 2.1%                      | 2.1%                      |
| інші                      | інші                      |                           | 2.7%                      | 2.7%                      |

Головні етноси країни: темношкірі — 90,6 %, білі — 4,7 %, мулати — 2,1 %, інші — 2,7 % населення (оціночні дані за 2010 рік).

## Мови
| Мови Багамських Островів (2015 рік) | Мови Багамських Островів (2015 рік) | Мови Багамських Островів (2015 рік) | Мови Багамських Островів (2015 рік) | Мови Багамських Островів (2015 рік) |
| ----------------------------------- | ----------------------------------- | ----------------------------------- | ----------------------------------- | ----------------------------------- |
| Мова:                               |                                     |                                     | Відсоток:                           |                                     |
| англійська                          | англійська                          |                                     | %                                   | %                                   |
| креольська                          | креольська                          |                                     | %                                   | %                                   |

Офіційна мова: англійська. Серед гаїтянських мігрантів дуже поширена креольська.

## Релігії
| Релігії в Багамських Островах (2009 рік) | Релігії в Багамських Островах (2009 рік) | Релігії в Багамських Островах (2009 рік) | Релігії в Багамських Островах (2009 рік) | Релігії в Багамських Островах (2009 рік) |
| ---------------------------------------- | ---------------------------------------- | ---------------------------------------- | ---------------------------------------- | ---------------------------------------- |
| Віросповідання:                          |                                          |                                          | Відсоток:                                |                                          |
| протестанти                              | протестанти                              |                                          | 69.9%                                    | 69.9%                                    |
| католики                                 | католики                                 |                                          | 12%                                      | 12%                                      |
| християни                                | християни                                |                                          | 13%                                      | 13%                                      |
| інші                                     | інші                                     |                                          | 0.6%                                     | 0.6%                                     |
| атеїсти                                  | атеїсти                                  |                                          | 1.9%                                     | 1.9%                                     |
| агностики                                | агностики                                |                                          | 2.6%                                     | 2.6%                                     |

Головні релігії й вірування, які сповідує, і конфесії та церковні організації, до яких відносить себе населення країни: протестантизм — 69,9 % (баптизм — 34,9 %, англіканство — 13,7 %, п'ятидесятництво — 8,9 % адвентизм — 4,4 %, методизм — 3,6 %, Церква Бога — 1,9 %, брати вільного духу — 1,6 %), римо-католицтво — 12 %, інші течії християнства — 13 % (свідки Єгови — 1,1 %), інші — 0,6 %, не сповідують жодної — 1,9 %, не визначились — 2,6 % (станом на 2010 рік).

## Освіта
Рівень письменності 2015 року становив 99 % дорослого населення (віком від 15 років): 99 % — серед чоловіків, 99 % — серед жінок.
Дані про державні витрати на освіту у відношенні до ВВП країни, станом на 2015 рік, відсутні.

## Охорона здоров'я
Забезпеченість лікарями в країні на рівні 2,82 лікаря на 1000 мешканців (станом на 2008 рік). Забезпеченість лікарняними ліжками в стаціонарах 2011 року — 2,9 ліжка на 1000 мешканців (станом на 2011 рік). Загальні витрати на охорону здоров'я 2014 року становили 7,7 % ВВП країни (70-те місце у світі).
Смертність немовлят до 1 року, станом на 2015 рік, становила 11,92 ‰ (124-те місце у світі); хлопчиків — 11,75 ‰, дівчаток — 12,1 ‰. Рівень материнської смертності 2015 року становив 80 випадків на 100 тис. народжень (111-те місце у світі).
Багамські Острови входить до складу ряду міжнародних організацій: Міжнародного руху (ICRM) і Міжнародної федерації товариств Червоного Хреста і Червоного Півмісяця (IFRCS), Дитячого фонду ООН (UNISEF), Всесвітньої організації охорони здоров'я (WHO).

### Захворювання
2013 року було зареєстровано 7,7 тис. хворих на СНІД (103-тє місце у світі), це 3,22 % населення в репродуктивному віці 15—49 років (19-те місце у світі). Смертність 2014 року від цієї хвороби становила приблизно 500 осіб (85-те місце у світі).
Частка дорослого населення з високим індексом маси тіла 2014 року становила 36,6 % (13-те місце у світі).

### Санітарія
Доступ до облаштованих джерел питної води 2015 року мало 98,4 % населення в містах і 98,4 % в сільській місцевості; загалом 98,4 % населення країни. Відсоток забезпеченості населення доступом до облаштованого водовідведення (каналізація, септик): в містах — 92 %, в сільській місцевості — 92 %, загалом по країні — 92 % (станом на 2015 рік).

## Соціально-економічне становище
Співвідношення осіб, що в економічному плані залежать від інших, до осіб працездатного віку (15—64 роки) загалом становить 41,2 % (станом на 2015 рік): частка дітей — 29,6 %; частка осіб похилого віку — 11,7 %, або 8,5 потенційно працездатного на 1 пенсіонера. Загалом дані показники характеризують рівень затребуваності державної допомоги в секторах освіти, охорони здоров'я і пенсійного забезпечення, відповідно. За межею бідності 2010 року перебувало 9,3 % населення країни. Розподіл доходів домогосподарств у країні має такий вигляд: нижній дециль — 1 %, верхній дециль — 22 % (станом на 2007 рік).
Станом на 2016 рік, уся країна була електрифікована, усе населення країни мало доступ до електромереж. Рівень проникнення інтернет-технологій надзвичайно високий. Станом на липень 2015 року в країні налічувалось 253 тис. унікальних інтернет-користувачів (151-ше місце у світі), що становило 78 % загальної кількості населення країни.

### Трудові ресурси
Загальні трудові ресурси 2012 року становили 196,9 тис. осіб (171-ше місце у світі). Зайнятість економічно активного населення у господарстві країни розподіляється таким чином: аграрне, лісове і рибне господарства — 3 %; промисловість і будівництво — 11 %; туризм — 9 %; інша сфера послуг — 37 % (станом на 2011 рік). Безробіття 2014 року дорівнювало 15 % працездатного населення, 2013 року — 15,8 % (153-тє місце у світі); серед молоді у віці 15—24 років ця частка становила 30,8 %, серед юнаків — 29,6 %, серед дівчат — 32,2 % (24-те місце у світі).

## Кримінал

### Наркотики

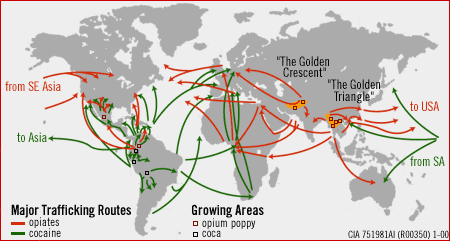
Світові маршрути наркотрафіку

Перевалочний пункт для кокаїну і марихуани, що прямує до США і Європи.

### Торгівля людьми
Згідно зі щорічною доповіддю про торгівлю людьми (англ. Trafficking in Persons Report) Управління з моніторингу та боротьби з торгівлею людьми Державного департаменту США, уряд Багамських Островів докладає значних зусиль в боротьбі з явищем примусової праці, сексуальної експлуатації, незаконною торгівлею внутрішніми органами, але законодавство відповідає мінімальним вимогам американського закону 2000 року щодо захисту жертв (англ. Trafficking Victims Protection Act’s) не в повній мірі, країна знаходиться у списку другого рівня.

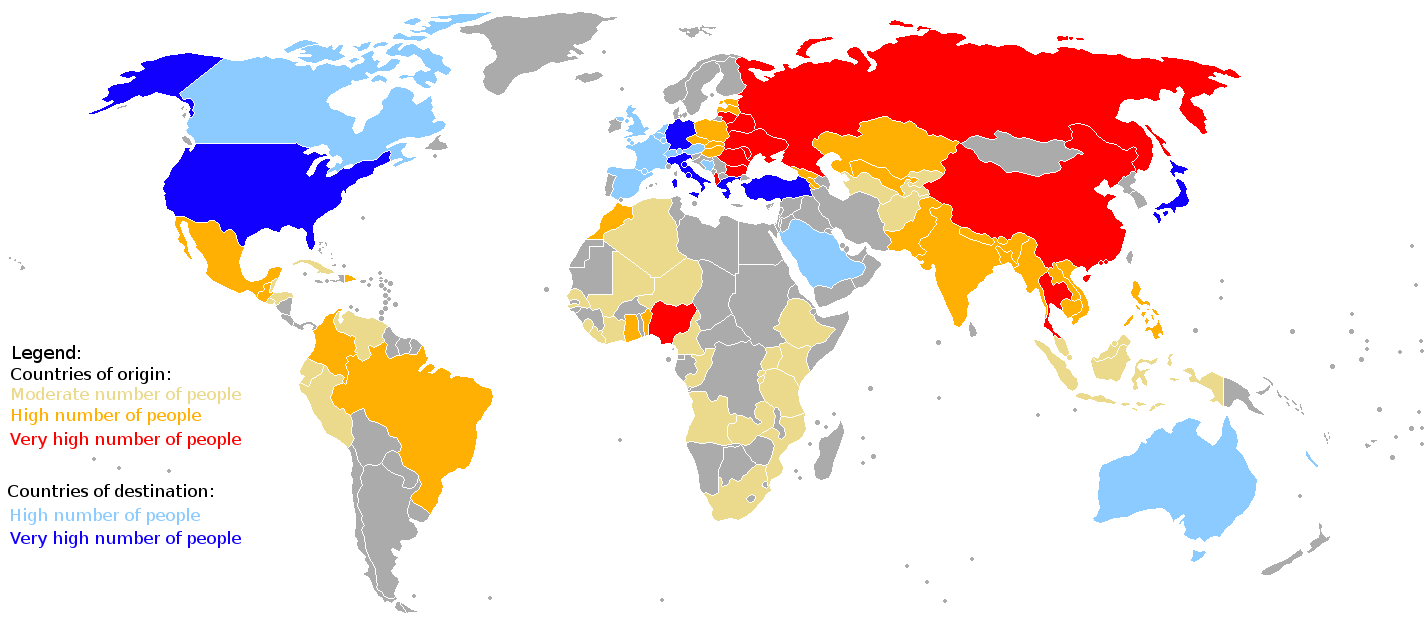
Країни-донори (червоний) і країни-реципієнти кримінальних потоків  (англ.)
Глобальна боротьба з торгівлею людьми (англ.)

## Гендерний стан
Статеве співвідношення (оцінка 2015 року):
- при народженні — 1,03 особи чоловічої статі на 1 особу жіночої;
- у віці до 14 років — 1,03 особи чоловічої статі на 1 особу жіночої;
- у віці 15—24 років — 1,03 особи чоловічої статі на 1 особу жіночої;
- у віці 25—54 років — 1 особи чоловічої статі на 1 особу жіночої;
- у віці 55—64 років — 0,81 особи чоловічої статі на 1 особу жіночої;
- у віці за 64 роки — 0,62 особи чоловічої статі на 1 особу жіночої;
- загалом — 0,96 особи чоловічої статі на 1 особу жіночої[1].

## Демографічні дослідження
Демографічні дослідження в країні ведуться рядом державних і наукових установ:

### Українською
- Атлас. 10-11 клас. Економічна і соціальна географія світу / упорядники :  О. Я. Скуратович, Н. І. Чанцева. — К. : ДНВП «Картографія», 2010. — ISBN 978-966-475-639-3.
- Атлас світу / голов. ред. І. С. Руденко ; зав. ред. В. В. Радченко ; відп. ред. О. В. Вакуленко. — К. : ДНВП «Картографія», 2005. — 336 с. — ISBN 9666315467.
- Безуглий В. В. Економічна і соціальна географія зарубіжних країн : Навчальний посібник. — К. : ВЦ «Академія», 2007. — 704 с. — ISBN 978-966-580-239-6.
- Безуглий В. В., Козинець С. В. Регіональна економічна і соціальна географія світу : Навчальний посібник. — видання 2-ге, доп., перероб. — К. : ВЦ «Академія», 2007. — 688 с. — ISBN 966-580-144-9.
- Головченко В. І., Кравчук О. Країнознавство: Азія, Африка, Латинська Америка, Австралія і Океанія. — К., 2006. — 335 с. — ISBN 966-8939-04-2.
- Гудзеляк І. І. Географія населення: Навчальний посібник / І. Гудзеляк. — Л. : Видавничий центр ЛНУ імені Івана Франка, 2008. — 232 с. — ISBN 978-966-613-599-8.
- Дахно І. І. Країни світу: Енциклопедичний довідник / І. І. Дахно, С. М. Тимофієв. — К. : Мапа, 2011. — 606 с. — (Бібліотека нового українця) — ISBN 978-966-8804-23-6.
- Дахно І. І. Економічна географія зарубіжних країн : навчальний посібник. — К. : Центр учбової літератури, 2014. — 319 с. — ISBN 978-611-01-0682-5.
- Джаман В. О. Регіональні системи розселення: демографічні аспекти. — Чернівці : Рута, 2003. — 392 с. — ISBN 9665685988.
- Дорошенко Л. С. Демографія: Навчальний посібник. — К. : МАУП, 2005. — 112 с. — ISBN 966-608-442-2.
- Дубович І. А. Країнознавчий словник-довідник. — 5-те вид., перероб. і доп. — К. : Знання, 2008. — 839 с. — ISBN 978-966-346-330-8.
- Економічна і соціальна географія країн світу. Навчальний посібник / За ред. Кузика С. П. — Л. : Світ, 2002. — 672 с. — ISBN 966-603-178-7.
- Загальна медична географія світу / В. О. Шевченко [та ін.] — К. : [б.в.], 1998. — 178 с.
- Книш М. М., Мамчур О. І. Регіональна економічна і соціальна географія світу (Латинська Америка та Карибські країни, Африка, Азія, Океанія) : навч. посіб. — Л. : ЛНУ ім. Івана Франка, 2013. — 368 с. — ISBN 978-617-10-0007-0.
- Крисаченко В. С. Динаміка населення: Популяційні, етнічні та глобальні виміри. — К. : Видавництво Національного інституту стратегічних досліджень, 2005. — 368 с. — ISBN 966-554-083-1.
- Кузик С. П., Книш М. М. Економічна і соціальна географія країн Америки : навч. посіб. — Л. : ЛНУ ім. Івана Франка, 1999. — 299 с. — ISBN 966-613-026-2.
- Любіцева О. О., Мезенцев К. В., Павлов С. В. Географія релігій. — К. : АртЕК, 1999. — 504 с. — ISBN 966-505-006-0.
- Масляк П. О. Країнознавство. — К. : Знання, 2007. — 292 с. — (Вища освіта XXI століття)
- Масляк П. О., Дахно І. І. Економічна і соціальна географія світу / П. О. Масляк, І. І. Дахно ; за ред. П. О. Масляка. — К. : Вежа, 2003. — 280 с. — ISBN 966-7091-53-8.

### Російською
- (рос.) Багамские Острова // Демографический энциклопедический словарь / главн. ред. Валентей Д. И. — М. : Советская энциклопедия, 1985. — 608 с.
- (рос.) Багамские Острова // Латинская Америка. Энциклопедический справочник [в 2-х тт.] / Главный редактор В. В. Вольский. — М. : Советская энциклопедия, 1979. — Т. 1. А-К. — 576 с.
- (рос.) Багамские Острова // Страны и народы. Америка. Общий обзор Латинской Америки. Средняя Америка / Редкол. : отв. ред. В. В. Вольский, Я. Г. Машбиц и др. — М. : «Мысль», 1981. — 333 с. — (Страны и народы) — 180 тис. прим.
- (рос.) Атлас народов мира / Отв. ред. С. И. Брук и В. С. Апенченко. — М. : ГУГК ГГК СССР и Институт этнографии им. Н. Н. Миклухо-Маклая АН СССР, 1964. — 185 с. — 20 тис. прим.
- (рос.) Численность и расселение народов мира. Этнографические очерки / под ред. С. И. Брука. — М. : Издательство АН СССР, 1962. — 487 с.
- (рос.) Лаппо Г. М. География городов: Учебное пособие для географических факультетов вузов. — М. : Туманит, изд. центр ВЛАДОС, 1997. — 476 с. — ISBN 5-691-00047-0.
- (рос.) Ягельский А. География населения. — М. : Прогресс, 1980. — 383 с.